# Big Lake (Alaska)
Big Lake ist ein census-designated place (CDP) im Matanuska-Susitna Borough in Alaska in den Vereinigten Staaten. Das U.S. Census Bureau hat bei der Volkszählung 2020 eine Einwohnerzahl von 3.833 ermittelt.
Das Gebiet liegt am Ufer des Sees Big Lake im Matanuska-Susitna-Tal nördlich von Anchorage zwischen George Parks Highway und dem Knik Arm des Cook Inlets.

## Demographie
Zum Zeitpunkt der  Volkszählung im Jahre 2000 hatte Big Lake CDP 2635 Einwohner auf einer Landfläche von 341,7 km², das entspricht ca. 8 Einwohner pro Quadratkilometer. Das Durchschnittsalter betrug 37,8 Jahre (nationaler Durchschnitt der USA: 35,3 Jahre). Das Pro-Kopf-Einkommen (engl. per capita income) lag bei US-Dollar 19.285 (nationaler Durchschnitt der USA: US-Dollar 21.587). 14,6 % der Einwohner lagen mit ihrem Einkommen unter der Armutsgrenze (nationaler Durchschnitt der USA: 12,4 %). 17,2 % der Einwohner sind deutschstämmig und 13,0 % irischer Abstammung. Die meisten Einwohner arbeiten in den Städten Wasilla, Palmer und Anchorage oder in der Gemeindeverwaltung des CDPs. Angeln und Bootfahren sind in den Sommermonaten beliebte Freizeitbeschäftigungen am See Big Lake. Mehrere Lodges am Lake dienen dem Tourismus.